# Škoda 45T
Škoda 45T (obchodní název ForCity Smart 34) je typ tramvaje vyráběný českou společností Škoda Transportation pro Dopravní podnik města Brna. První vůz byl dodán v roce 2022.

## Konstrukce

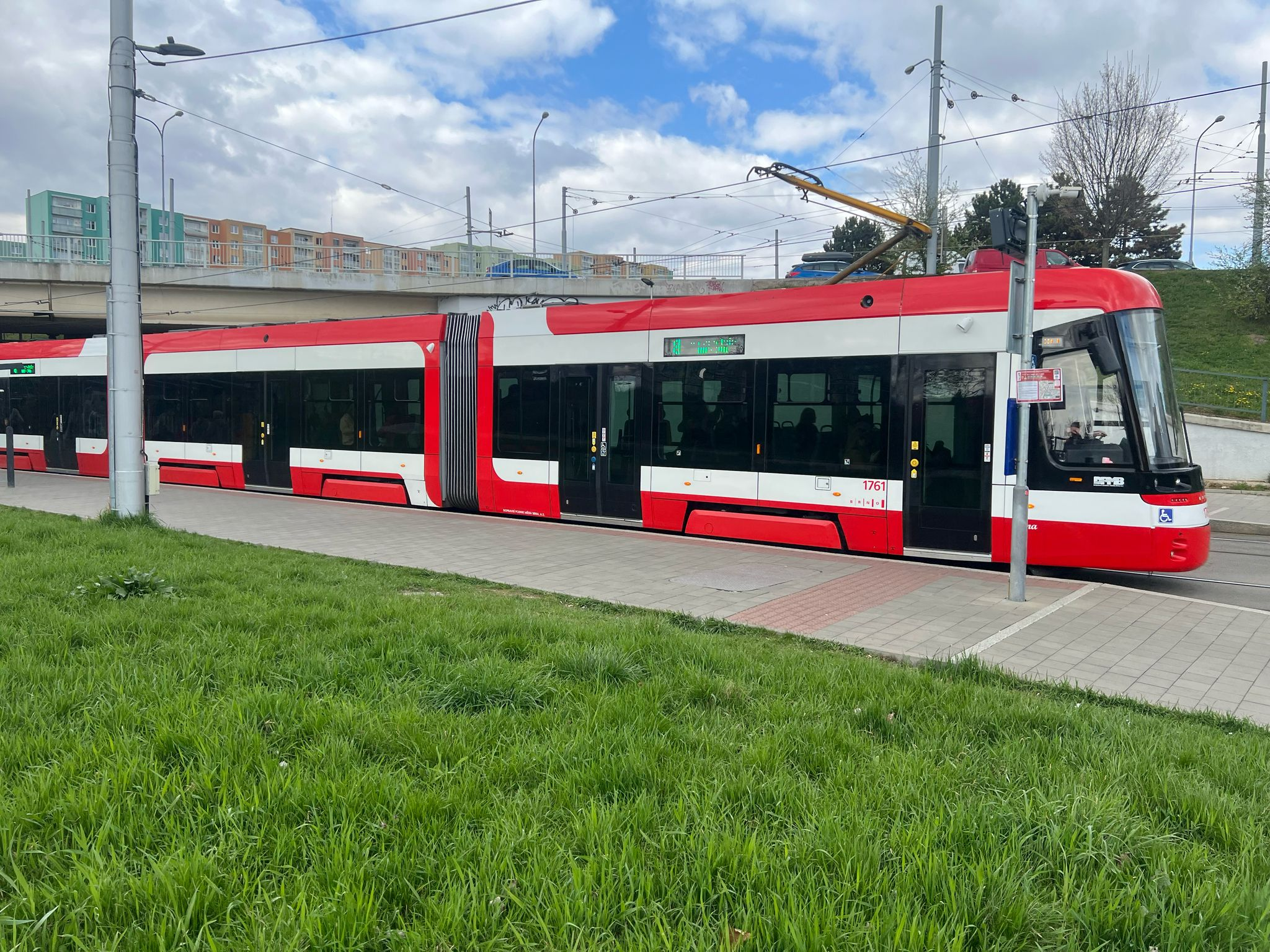
Škoda 45T v zastávce Osová

Typ 45T konstrukčně vychází z typu Artic ForCity Smart provozovaného v Helsinkách a je příbuzný modelu 40T z Plzně. Jedná se o tříčlánkovou obousměrnou tramvaj se stoprocentním podílem nízkopodlažnosti. Vozidla mají pětici dveří na obou stranách karoserie (krajní dveře na koncích vozu jsou zúženy) a čtyři otočné hnací podvozky, které jsou vybaveny osmi trakčními motory o výkonu 70 kW. Výbava zahrnuje klimatizaci v celém vozidle a kamerový systém.

## Dodávky tramvají

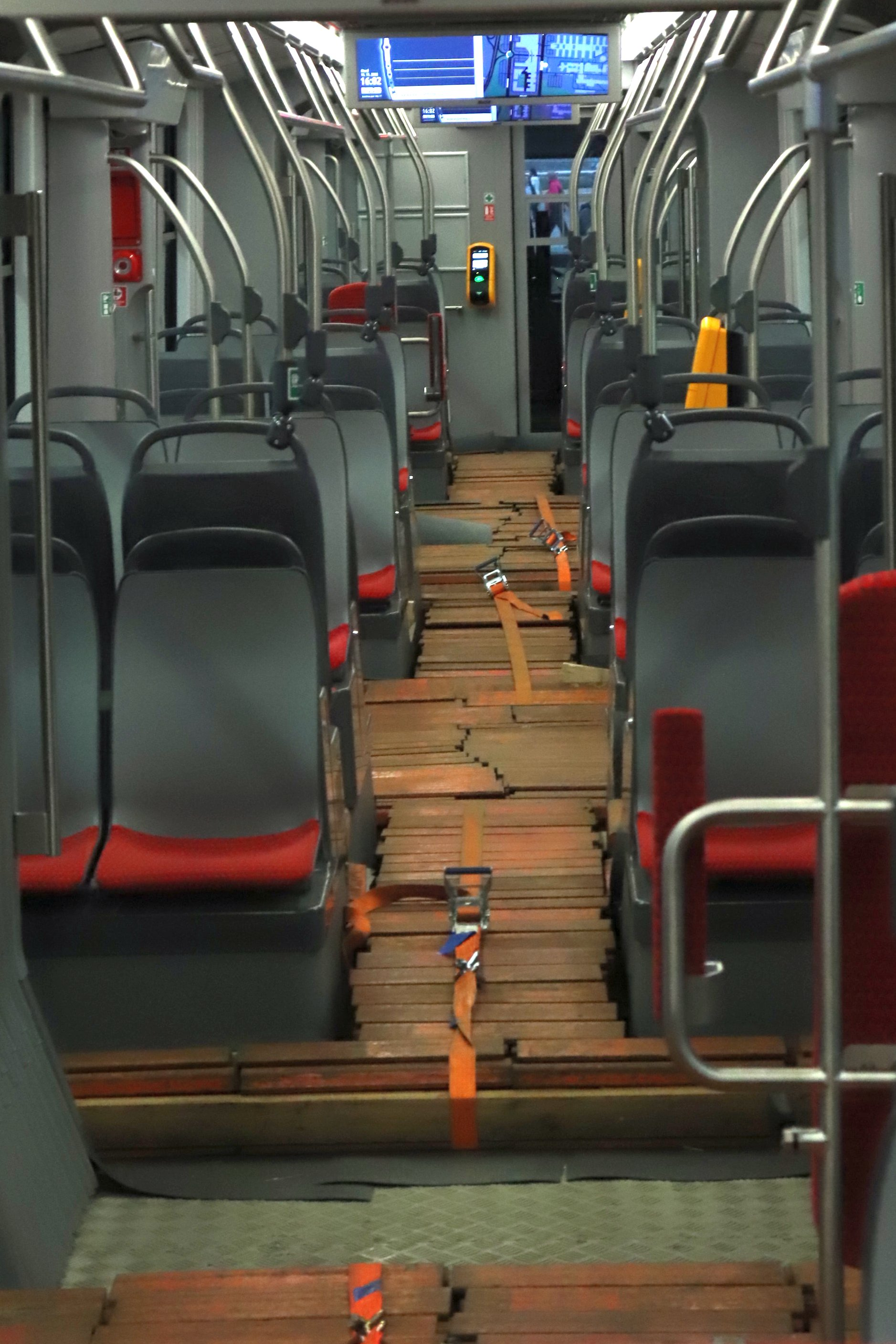
Interiér vozu č. 1760 během testovacích jízd s ocelovými pruty na podlaze, které simulují hmotnost cestujících

V lednu 2020 vypsal Dopravní podnik města Brna (DPMB) soutěž na dodávku až 40 kusů obousměrných velkokapacitních tramvají, které předcházely tržní konzultace s různými výrobci. Vítězem soutěže se v únoru 2021 stal její jediný účastník, Škoda Transportation s typem 45T (ForCity Smart 34). Podle uzavřené smlouvy mělo být do dvou let dodáno pět tramvají, na dalších 35 kusů získal DPMB opci. Vozy 45T měly v provozu nahradit zejména obousměrné tramvaje Tatra KT8D5R.N2. První vůz č. 1760 (později pojmenovaný Hedvika) dorazil do Brna 12. října 2022. a po následných testovacích jízdách bez pasažérů byl do zkušebního provozu s cestujícími poprvé vypraven 11. prosince 2022. Zbylá objednaná čtveřice tramvají měla být dodána do února 2023. Dodávka ale nabrala zpoždění takže poslední vůz dorazil do Brna až v půlce května toho roku.
V březnu 2023 obdržel dopravní podnik dotaci na pořízení dalších 15 vozidel, jejichž dodávka měla být rozložena do let 2023–2025. V říjnu 2023 byl schválen dodatek rámcové smlouvy o navýšení ceny za jeden vůz z původních 59,9 milionů na 75 milionů korun z důvodu prudkého nárůstu cen materiálů a služeb od dodavatelů. Na to navázala v listopadu 2023 objednávka 15 opčních vozů 45T, z nichž prvních pět mělo být dodáno do 18 měsíců od uzavření smlouvy a zbylých deset do 24 měsíců od uzavření smlouvy. V červenci 2024 využil DPMB zbytek opce a objednal posledních 20 vozů; pět z nich má být dodáno do konce roku 2025, zbylé do poloviny roku 2026. První vůz z opční objednávky dorazil do Brna 26. března 2025.
| Současný stát | Město | Článek | Typ | Roky dodávek | Počet vozů | Evidenční čísla při dodání | Poznámky | Zdroj |
| ------------- | ----- | ------ | --- | ------------ | ---------- | -------------------------- | -------- | ----- |
| Česko         | Brno  | článek | 45T | 2022         | 1          | 1760                       |          | [ 5 ] |
| Česko         | Brno  | článek | 45T | 2023         | 4          | 1761–1764                  |          | [ 5 ] |
| Česko         | Brno  | článek | 45T | 2025         | 11         | 1765–1775                  |          | [ 5 ] |